# جردن گیبسون
جردن گیبسون (انگلیسی: Jordan Gibson؛ زادهٔ ۲۸ فوریهٔ ۱۹۹۸) بازیکن فوتبال اهل بریتانیا است.
از باشگاه‌هایی که در آن بازی کرده‌است می‌توان به باشگاه فوتبال رنجرز اشاره کرد.